# Вишеград (Болгария)
Вишеград (болг. Вишеград) — село в Болгарии. Находится в Кырджалийской области, входит в общину Кырджали. Население составляет 282 человека.

## Политическая ситуация
В местном кметстве Островица, в состав которого входит Вишеград, должность кмета (старосты) исполняет Осман Халил Ахмед (Движение за права и свободы (ДПС)) по результатам выборов.
Кмет (мэр) общины Кырджали — Хасан Азис (Движение за права и свободы (ДПС)) по результатам выборов.